# Bayerische Volkspartei
Bayerische Volkspartei (Bayerska folkpartiet) var ett politiskt parti i Tyskland (Bayern) 1918-1933
Partiet grundades i Regensburg i november 1918 som en utbrytning ur partiet Centrumpartiet. Partiet var klart konservativt och tillvaratog intressen från delar av industrin och borgerskapet. 1919-1933 var partiet det ledande i Bayern med Hugo Graf von und zu Lerchenfeld auf Köfering und Schönberg och Heinrich Held som ministerpresidenter. På riksnivå bildade man ett valförbund med Zentrum men hamnade efterhand i konflikt med systerpartiet och 1920 upplöstes samarbetet på initiativ av Georg Heim.
Efter att det tyska nazistpartiet NSDAP gripit makten upplöstes partiet 4 juli 1933. 
Efter andra världskriget grundades de nya partierna CSU och Bayernpartei som på flera sätt kan sägas ha tagit efter Bayerische Volkspartei. Men då de ses inte som direkt efterträdare då de bildades utifrån flera andra partier i Bayern. Kända medlemmar i Bayerische Volkspartei är Hans Ehard och Alfons Goppel som senare var ministerpresidenter i Bayern för CSU.